# John Yeamans
Sir John Yeamans, né en 1605 à Bristol et mort en 1676 à la Barbade, 1er baronnet, est un militaire britannique, devenu planteur de sucre de la Barbade puis gouverneur de Caroline.

## Biographie
John Yeamans est, avec John Colleton et le colonel Benjamin Berringer, l'un des plus riches planteurs de sucre de la Barbade, au milieu de XVIIe siècle, lorsque tous trois mènent en 1665 un groupe de planteurs dans la province de Caroline, pour acquérir des terres nouvelles à meilleur prix et fonder la ville de Charlestown, marquant ainsi le début de l'expansion vers le Sud des grandes plantations de tabac du Sud des États-Unis. À partir de 1670, lui et ses hommes se déplaceront vers ce qui est aujourd'hui la Caroline du Sud.
Sir John Yeamans est comme sir John Colleton un planteur de la Barbade qui a fait ses classes dans la guerre du roi Charles Ier contre le parlement, mais qui est lui l'un des huit Lord propriétaires de Caroline, bénéficiant de la charte de 1663. Parmi ses amis, on compte son voisin et associé, le colonel Benjamin Berringer, qui règne sur la vaste propriété de Saint Nicholas Abbey, qui se visite encore à la Barbade. John Yeamans est le fils du shérif de Bristol, l'un des cavaliers du roi Charles Ier, mis à mort sous Cromwell en 1643 par Nathaniel Fines, le nouveau gouverneur de Bristol nommé par le Parlement. En compensation des souffrances endurées par son père, John est fait baronet par le roi lors de la restauration britannique.
Sa fortune faite rapidement à la Barbade, il part pour la Caroline en 1663, où il participe à l'aventure de la colonie du Cape Fear, où est fondé un premier site du nom de Charles Town, avant de revenir à la Barbade puis de repartir en Caroline, mais beaucoup plus au sud, dans la nouvelle colonie de Charleston. Il y demeure de 1671 à 1674 et sera le gouverneur officiel de la Caroline du 19 avril 1672 à août 1674, année de sa mort à la Barbade. En 1671, il expédie une centaine de têtes de bétail à la Barbade. Dans les deux années mais aussi les deux décennies qui suivent, plus de la moitié des blancs qui s'installent dans la colonie de Charleston viennent de la Barbade, et c'est aussi le cas pour les noirs sur les deux premières années. L'autre moitié des blancs qui arrivent vient d'autres îles des Antilles, où le succès des cultures sucrières a déclenché une spéculation foncière.
Joseph West avait été désigné gouverneur avant lui par les colons locaux en raison de sa popularité et lui succédera, pour rester gouverneur ensuite pendant huit ans, jusqu'à ce que les huit Lord propriétaires de Caroline le révoquent, le jugeant trop favorable au « parti populaire », c'est-à-dire aux petits fermiers locaux.
La juridiction de John Yeamans, gouverneur, s'étendait du cap Fear (34°N) à la St John's River, pour former le comté de Clarendon. John Yeamans y a importé plusieurs centaines d'esclaves noirs de la Barbade. La contrée comptait huit cents âmes dès 1666. La Caroline est ainsi devenue la première des Treize colonies à pratiquer l'esclavage à grande échelle. D'abord utilisés dans l'exploitation forestière et les plantations de tabac les esclaves le seront dans celles de riz à partir de 1698.
Sir John Yeamans fut accusé d'avoir empoisonné en 1674, ou tué en duel, selon une autre version, le colonel Benjamin Berringer son voisin, partenaire en affaires et amant de la femme, Margaret Berringer, avec qui il a fui ensuite en Caroline.